# Chiridiella smoki
Chiridiella smoki är en kräftdjursart som beskrevs av Markhaseva 1983. Chiridiella smoki ingår i släktet Chiridiella och familjen Aetideidae. Inga underarter finns listade i Catalogue of Life.